# Hay-Bunau Varilla-traktaten
Hay-Bunau Varilla-traktaten var en aftale mellem USA og Panama og blev underskrevet d. 18. november 1903, to uger efter Panamas uafhængighed fra Columbia. Aftalen aftalte vilkårene for salg af rettighederne til at bygge en kanal gennem Panama samt for en amerikansk kontrolleret militærzone på begge sider af kanalen.
Franskmanden Philippe Bunau-Varilla rejste til Washington og New York for at forhandle aftalen på plads med flere repræsentanter fra USA, først og fremmest USA udenrigsminister John Hay. Bunau-Varilla underskrev aftalen på vegne af Panama, der senere skulle blive et omstridt tema i forholdet mellem USA og Panama.
Aftalen angav at USA havde rettighederne til at bygge en kanal gennem Panama og eksklusive rettigheder til en 8km bred amerikansk kontrolleret zone omkring kanalen. Den såkaldte Panamakanalzone. Som kompensation fik Panama 10 millioner dollar i engangssum og en årlig betaling på 250.000 dollar.
I Panama blev traktaten kritiseret som ensdig til USA's fordel og i 1964 førte utilfredsheden til optøjer. Den 9. januar 1964 udbrød voldsomme demonstrationer, og efter tre dage havde omkring 22 panamaere og 4 amerikanske soldater mistet livet. I Panama blev d. 9. januar kendt som Martyrenes dag.
Urolighederne bidrog til at USA villigt deltog i nye forhandlinger om Panamakanalens fremtid, og d. 7. september 1977 blev man enige om indholdet i Torrijos-Carter-traktatene, hvor USA overgav kontrollen over Panamakanalen og kanalzonen med udgangen af 1999.